# Потеев, Александр Николаевич
Алекса́ндр Никола́евич Поте́ев (род. 3 марта 1952 или 7 марта 1952, Лунинец, Пинская область) — бывший полковник Службы внешней разведки Российской Федерации, бежавший в США и причастный к делу разведчиков-нелегалов. Российским судом признан виновным в государственной измене и дезертирстве.

## Биография
Родился 3 марта 1952 года в Лунинце в Брестской области, в семье Героя Советского Союза, танкиста, участника Великой Отечественной войны подполковника Николая Павловича Потеева, скончавшегося в 1972 году.
После службы в армии поступил в Минскую школу КГБ СССР, по окончании которой начал карьеру в рядах КГБ СССР в Брестской области. После женитьбы был переведён в аппарат республиканского КГБ и вместе с женой стал жить в Минске, однако официальные представители КГБ Беларуси опровергают эту информацию.
В 1978 году (по другим данным — в 1980 году) получил должность в центральном аппарате КГБ СССР и вместе с семьёй переехал в Москву.
В 1979 году был направлен в Афганистан в составе группы спецназа КГБ «Зенит», а с 1981 года — в кабульской группе спецназа КГБ «Каскад-2». За участие в боевых действиях в составе спецгруппы «Каскад» 8 апреля 1981 года был награждён орденом Красной Звезды.
По окончании операции закончил Краснознамённый институт КГБ и работал в ПГУ КГБ СССР, а затем в СВР РФ. Направлен на работу в Посольство РФ в США, а в 1995 году — в Постоянное представительство РФ при ООН в Нью-Йорке.
В 2000 году назначен заместителем начальника Управления «С» (нелегальная разведка), в котором возглавлял 4-й (американский) отдел.
25 января 2003 года в квартиру Потеева в Москве на Крылатских холмах в 07:50, представившись работниками милиции, ворвались трое неизвестных в камуфляже и масках, которые избили его и сына, а также похитили 3300 долларов и 30 тысяч рублей. Найти преступников не удалось. Позднее была выдвинута версия, что это нападение являлось одним из этапов по вербовке полковника со стороны американских спецслужб, продемонстрировавших, что он, несмотря на ответственный пост, не защищён.
В июне 2010 года по поддельному паспорту на фамилию «Дудочкин» выехал из России (через Белоруссию, Украину и Германию) в США, за несколько дней до начала июньского визита в Вашингтон президента РФ Дмитрия Медведева. При этом утверждается, что «уход» Потеева организовала американская сторона, опасаясь его разоблачения. Выяснилось, что руководство СВР фактически «проморгало» тот факт, что дочь Потеева Маргарита давно живёт в США. В США также долгое время проживала его жена.
Примерно за год до ареста российских разведчиков Потееву предлагали повышение по службе, но тот отказался (по мнению журналистов, опасаясь обязательной проверки на полиграфе). Незадолго до ареста разведчиков, сын Потеева, работавший в ФГУП «Рособоронэкспорт», спешно перебрался из России в США. Американцы опасались, что после бегства Потеева в СВР заподозрят предательство и начнут выводить своих людей из США, поэтому власти США начали аресты разведчиков. В числе выданной Потеевым информации — личное дело ценного нелегального сотрудника полковника СВР в отставке Михаила Васенкова, что является беспрецедентным случаем в истории российской разведки.
По словам двух неназванных источников «Новой газеты», полковник Потеев в США занимался отмыванием денег российских чиновников и бизнесменов.
Местонахождение Потеева до настоящего времени не установлено, по неизвестным причинам в розыск он объявлен не был. Ряд экспертов указывают на противоречивость сведений о побеге Потеева, а также о работе следственного комитета.

### Уголовное дело
3 мая 2011 года следственное управление ФСБ России завершило расследование уголовного дела N 31/99/0002-10 в отношении Потеева, а 16 мая в Московском окружном военном суде (МОВС) начался заочный судебный процесс по обвинению его в государственной измене (статья 275 УК РФ) и дезертирстве (ст. 338 ч.1 УК РФ). 25 мая на заседании суда жена Потеева дала свидетельские показания, заявив, что не знает, где находится её супруг (её интересы в суде представлял адвокат Дмитрий Михайлов).
27 июня 2011 года на основании материалов, подготовленных государственным обвинителем Владимиром Харитоновым, Московский окружной военный суд заочно приговорил Потеева к 25 годам лишения свободы в колонии строгого режима, лишил воинского звания «полковник» и государственных наград. Кассационная жалоба адвоката Андрея Кучерова была рассмотрена в Военной коллегии Верховного суда России, приговор оставлен без изменения.

## Сообщения о смерти
В июле 2016 года «Интерфакс» со ссылкой на свои источники сообщил о смерти бывшего полковника. Другой источник «Интерфакса» также сообщил, что такая информация была получена из-за рубежа, но не исключил, что это может быть «дезинформация, направленная на то, чтобы о предателе просто забыли». По сообщению неназванного источника Интерфакса, Александр остался в международном розыске.
В октябре 2018 года интернет-издание BuzzFeed заявило о том, что якобы нашло в США информацию о человеке с похожим именем и датой рождения в публичных документах от осени 2016 года.

## Семья
- Жена — Марина Владимировна Потеева (1951 г. р.).[31] В 2011 году находилась в России.
- Дочь — Маргарита Александровна Потеева (1979 г.р.). В 2001 году будучи учащейся Международного университета в Москве была приглашена на работу в московское представительство корпорации «Американские советы по международному образованию» (American Councils for International Education), а вскоре после этого ей предложили работу в США.
- Сын — Владимир Александрович Потеев (1982 г.р.). Закончил Международный университет в Москве. С 2005 года работал в ФГУП «Рособоронэкспорт».

## Оценки и мнения
Мнения о личных качествах Потеева, публиковавшиеся в прессе, противоречивы. С одной стороны, сослуживцы и знакомые бывшего офицера называли его очень исполнительным сотрудником, который «всегда легко находил общий язык с начальством», что способствовало его быстрому карьерному росту, а также подчёркивали его эрудированность и чувство юмора. Однако в СМИ можно встретить отзывы о Потееве как о человеке, который «был чрезвычайно неприятен в общении», а также сведения, что он «очень любит деньги и очень любит выпить».
Бывший российский разведчик-нелегал Андрей Безруков об А. Н. Потееве:

— Что бы вы ему сказали, если бы встретили?
— Вы знаете, я бы ему ничего не сказал. Незачем. По-моему, ему до конца жизни и так будет достаточно паршиво. Предательство, как язва: если она в тебе есть, она тебя съест. Нельзя сохранить какой-то эмоциональный баланс в жизни, когда понимаешь, что кого-то предал или убил. А его отец был Героем Советского Союза. Он предал не только себя — он убил память своих родителей. Какие бы деньги ему ни платили, я согласен с Владимиром Владимировичем Путиным, который сказал, что его жизни трудно завидовать. Он или сопьётся, или его просто тоска съест: просыпаться каждое утро и помнить о том, что ты сделал. Вы знаете, в ЦРУ и ФБР предательству Потеева очень рады, но к самим предателям отношение, как и везде, мерзкое. <…> Это тот человек, для которого Родина и разведка были второстепенными вещами, а значит, разменной монетой. <…> Моим впечатлением о предателе Потееве было как раз то, что он слаб как профессионал. В разведке оказался случайным человеком, и вот вам результат.